# Библиотека Хантингтона
Библиотека, художественное собрание и ботанические сады Хантингтона (The Huntington Library, Art Collections and Botanical Gardens) — научный и образовательный центр на базе виллы миллионера Генри Хантингтона в Сан-Марино, одном из пригородов Лос-Анджелеса.
В первой четверти XX века железнодорожный магнат Генри Хантингтон (1850—1927) собрал крупнейшее частное собрание британских портретов XVIII века. Обустройством имения Сан-Марино и его наполнением произведениями искусства заведовала супруга промышленника, Арабелла Хантингтон (1850—1924). Среди шедевров коллекции — «Голубой мальчик» Т. Гейнсборо, «Розовая девочка» Т. Лоуренса, одна из мадонн Рогира ван дер Вейдена.
Другим направлением собирательской деятельности Хантингтонов было коллекционирование редких книг и автографов великих людей. Наибольший интерес представляют:
- автографическая рукопись «Всеобщей хроники» Ранульфа Хигдена (1364);
- Эллесмерская рукопись[англ.] «Кентерберийских рассказов» Чосера (1405—1410);
- Библия Гутенберга (1445);
- первое издание «Гамлета» (2 экземпляра);
- авторская копия «Математических начал натуральной философии» Ньютона (1687);
- письма и личные бумаги Дж. Вашингтона, Т. Джефферсона, Б. Франклина, А. Линкольна;
- полное издание «Птиц Америки» (1827—1838);
- рукопись культовой книги Генри Торо «Жизнь в лесу» (1854).

В 2006 году собрание пополнилось библиотекой научной литературы компании «Бернди». При центре Хантингтона работает научное издательство и два исследовательских центра (совместный проект с Университетом Южной Калифорнии).
Территория виллы общей площадью 120 акров занята ботаническим садом, где высажены редкие растения. Отдельные части сада оформлены в китайском, японском, корейском стилях; имеется тематический парк, посвящённый творчеству У. Шекспира. Участок, непосредственно примыкающий к вилле, распланирован по проекту Беатрикс Фарранд — одного из выдающихся ландшафтоустроителей XX века.
После смерти супругов их вилла была открыта для всеобщего посещения в качестве музея. На тот момент стоимость коллекции оценивалась в $50 млн. (астрономическая для того времени сумма).
Вилла часто фигурирует в голливудских фильмах как шикарная загородная резиденция. Здесь снимались такие ленты, как «Непристойное предложение», «Певец на свадьбе», «Ангелы Чарли», «Невыносимая жестокость», «Мемуары гейши».